# Аграфобия
Аграфобия или контрелтофобия представлява извънредно голям страх от сексуално насилие. Състоянието е често срещано, но не е широко познато.

## Причини за заболяването
Страдащите от аграфобия обикновено са преживели емоционална травма, свързана със сексуално насилие. Не е задължително болният да е преживял физически сексуалното насилие. Гледането на сексуално насилие (дори на кино или по телевизията) също може да „отключи“ това състояние. Тялото развива инстинктивен страх от това сексуалното насилие да не се преживее отново, като защитен механизъм срещу това то наистина да се случи пак.

## Симптоми
Симптомите включват задух, обилно потене, гадене, сухота в устата, пристъпи на тревожност, сърцебиене и силно треперене. Някои от болните се страхуват през цялото време, докато други реагират на различни стимули, включително и на напомняне за травматичните събития, настъпили в миналото, които са причинили аграфобията.

## Лечение
Лечението може да включва консултации с лекар, хипноза, десенсибилизация (наричана също каляване), медикаментозно лечение. Методи на алтернативната медицина като енергийна терапия и хипнотерапия също дават добри резултати в повече от случаите.